# Paulus Lesire
Pour les articles homonymes, voir Lesire.
Paulus Lesire (1611, Dordrecht - 1656, Leyde) est un peintre néerlandais du siècle d'or néerlandais spécialisé dans la peinture de portraits et de scènes historiques.
Paulus Lesire est né en 1611 à Dordrecht aux Pays-Bas. Il est le fils d'un peintre connu pour ses décorations sur verre, originaire de La Haye. Il étudie la peinture à Dordrecht, et est vraisemblablement l'élève de Jacob Gerritsz Cuyp. Ses œuvres, de par leur composition et leur lumière, ont été influencées par le peintre Rembrandt originaire de Leyde, où Paulus Lesire s'est installé à la fin de sa vie.